# Глотов, Владимир Георгиевич
Владимир Георгиевич Глотов (7 июня 1929 — 12 марта 2010) — советский и российский учёный, доктор технических наук, профессор, лауреат Государственной премии СССР (1973). Шахматист, мастер спорта СССР (1965).

## Биография

### Научная деятельность
Выпускник Московского института инженеров геодезии, аэрофотосъемки и картографии. Работал в НИЦЭВТ, с 1971 года начальник отдела.
В 1971 году защитил кандидатскую диссертацию:
- Разработка и исследование оптико-электронных систем, основанных на использовании поляризованного света, для измерений и управления в высоковольтных преобразовательных устройствах : диссертация … кандидата технических наук : 05.00.00 / В. Г. Глотов. — Москва, 1971. — 224 с. : ил..

Специалист в области материаловедения, физики и технологии ферритов, создатель ряда отечественных марок ферритовых сердечников для запоминающих устройств. Доктор технических наук, профессор, лауреат Государственной премии СССР (1973) за создание за создание технических средств комплексно-механизированного и автоматизированного технологического процесса для производства устройств памяти ЭВМ.
В 60−е годы разработал феррит марки 3ВТ, сердечники из которого были применены в оперативных запоминающих устройств вычислительного комплекса «Гранит», способного без дополнительных специализированных устройств решать задачи автоматизации управления войсками ПВО в режиме реального времени. В 70−е годы XX в. разработал элементы оперативной памяти для единой системы ЭВМ «Ряд» — ферритовые сердечники 5 и 7 Вт с внешним диаметром 0,6 и 0,5 мм, технология их изготовления была внедрена на Астраханском машиностроительном заводе «Прогресс». В 80−е годы XX в. по его инициативе в ряде отраслевых институтов проводился поиск перспективных направлений разработок ферритовых интегральных запоминающих устройств и запоминающих сред для них, были созданы опытные образцы ферритов диаметром 0,4 и 0,3 мм.
Развил оригинальные теоретические представления о природе прямоугольности петли гистерезиса и динамике процессов перемагничивания ферритов для ЗУ, воплощенные в созданных им марках ферритовых сердечников.
Под его руководством 10 аспирантов защитили кандидатские диссертации.

#### Книга
- Ферритовые сердечники для запоминающих устройств ЭВМ. — М.: Энергия, 1977. — 137 с.[5]

### Шахматная деятельность
Воспитанник Свердловского шахматного клуба.
В связи с занятостью по работе участвовал преимущественно в московских соревнованиях.
Выступал за ДСО «Спартак». Победитель чемпионатов московского совета «Спартака» 1963 и 1965 гг. Неоднократный участник чемпионатов центрального совета общества.
Участник чемпионатов Москвы 1952 и 1966 гг. В 1952 г. набрал 6½ из 15 (+4 −6 =5) и разделил 11—12 места с Ю. С. Гусевым (чемпионом стал В. П. Загоровский).
Норму кандидата в мастера спорта выполнил в командном чемпионате Москвы 1959 г., норму мастера — в полуфинале чемпионата Москвы 1965 г. (разделил 1—2 места с А. И. Хасиным).
Играл в оборонительном стиле:
«…В. Глотов продемонстрировал большую цепкость и изобретательность в защите. Несколько неуверенно он чувствует себя в роли атакующего».